# Geras (mitologia)

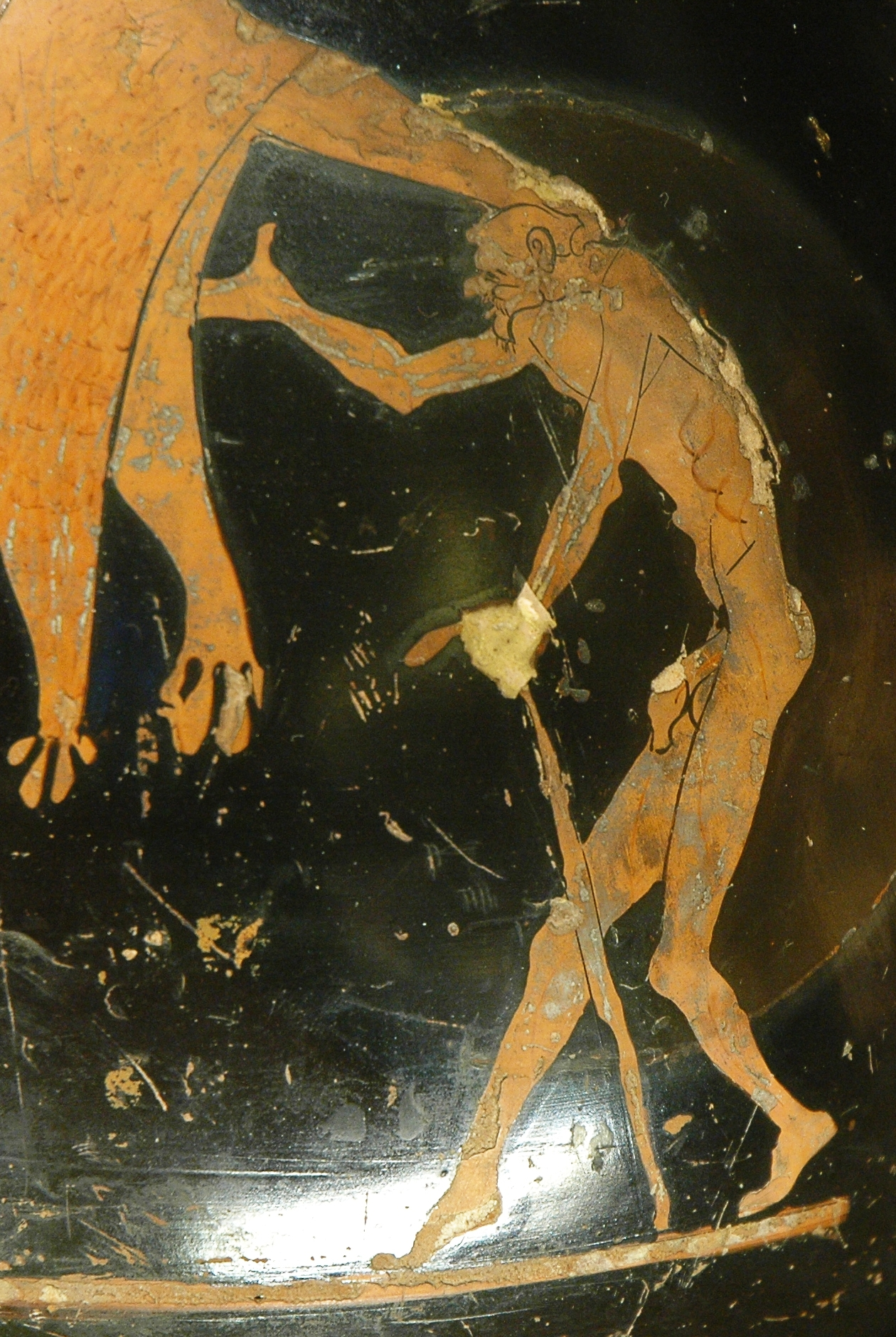
Geras, dettaglio di una pelike attica, ca. 480-470 a.C., museo del Louvre.

Nella mitologia greca, Geras (in greco antico: Γῆρας?, Ghḕrās) era il dio della vecchiaia. L'anzianità era considerata una virtù poiché essa dotava l'uomo di maggior κλέος klèos (fama) e ἀρετή aretḕ (eccellenza e coraggio).

## Mitologia
Secondo Esiodo, Geras era figlio di Notte. Igino aggiunge che suo padre era Erebo. La sua figura è conosciuta soprattutto grazie alle rappresentazioni sui vasi che lo mostrano con l'eroe Eracle; purtroppo il mito che li univa è andato perso.
Era raffigurato come un vecchietto piccolo e raggrinzito. Il suo equivalente nella mitologia romana era Senectus, mentre il suo opposto era Ebe, la dea della giovinezza.